# Ernst Ludwig Kirchner

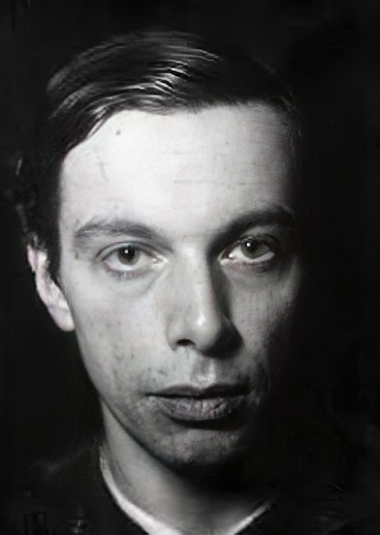
Autorretrato fotográfico de Kirchner en 1919.

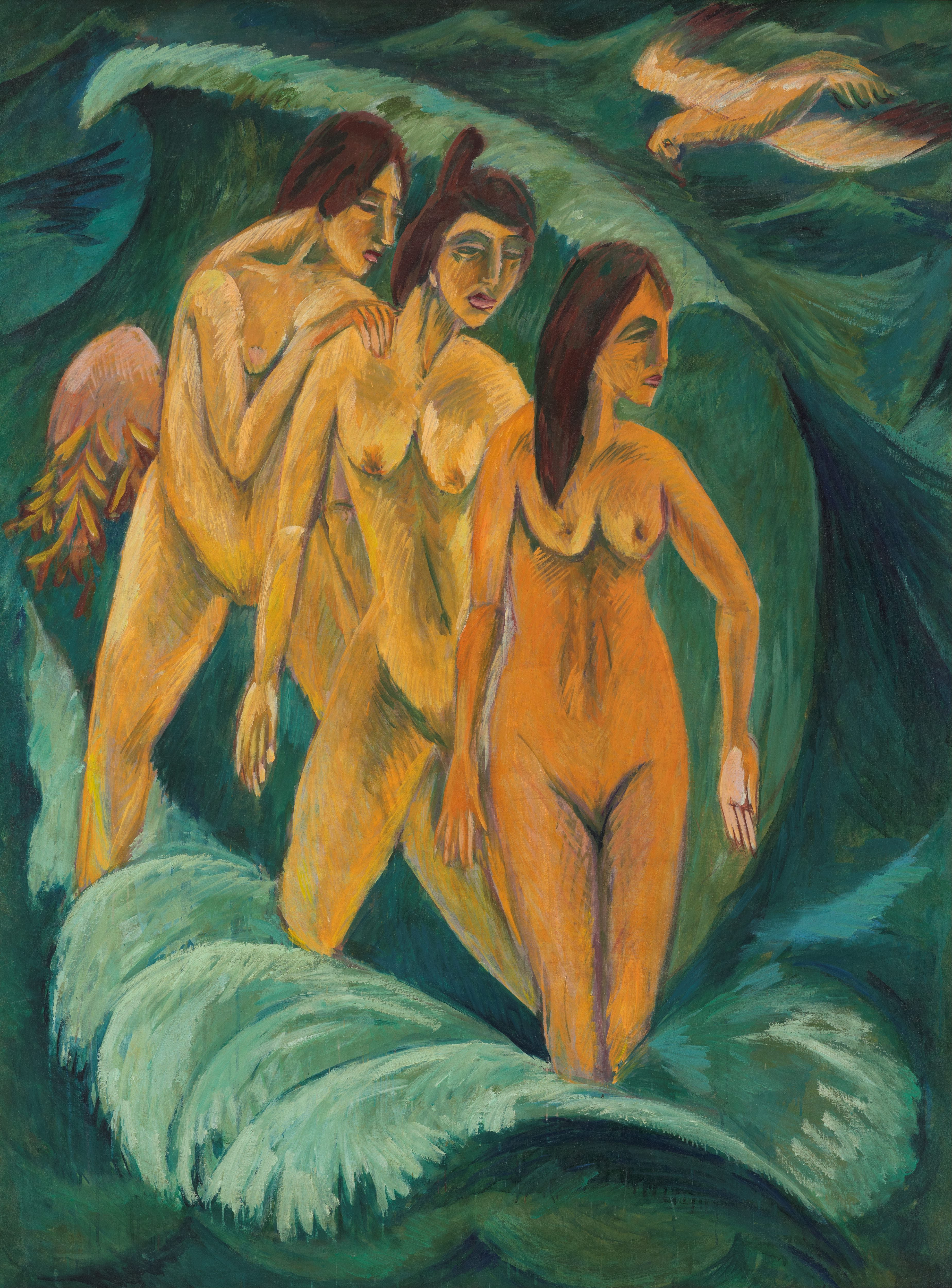
Tres bañistas (Galería de Arte de Nueva Gales del Sur, Australia).

Ernst Ludwig Kirchner Piper (Aschaffenburg, Alemania, 6 de mayo de 1880 - Frauenkirch, Suiza, 15 de junio de 1938) fue un pintor alemán y uno de los representantes más importantes del expresionismo pictórico. Fue uno de los cuatro estudiantes de la Escuela Técnica Superior de Dresde que fundaron el grupo expresionista Die Brücke en 1905. El Kirchner Museum Davos posee la mayor colección mundial de su obra.

## Vida
Nacido en Baviera de padre de ascendencia prusiana y madre de antepasados hugonotes, la familia se mudó con frecuencia mientras el padre buscaba trabajo. Aunque sus padres no desalentaron su vocación artística, también querían que completara su educación formal, por lo que en 1901 comenzó a estudiar Arquitectura en la Real Universidad Técnica de Dresde. En 1903 Kirchner estuvo en Múnich para estudiar pintura en la Escuela de Bellas Artes. En 1905 fundó con otros estudiantes el grupo Die Brücke (El puente) que pretendía crear un estilo plano con colores puros, inspirado en el arte primitivo y el fauvismo francés y en el uso simbólico y psicológico del color como Gauguin y van Gogh. Este grupo y Der Blaue Reiter formaron la segunda oleada expresionista.
Los rasgos más distintivos de este grupo son: el color antinatural, cálido, subjetivo y fulgurante; las formas más bien planas, con poco interés por los volúmenes y la perspectiva, que se violenta en escorzos imposibles; uso de contornos trazados con líneas gruesas, como incisiones en madera. Fueron estos artistas los que recuperaron la técnica de la xilografía, de origen medieval. Los temas son generalmente escabrosos, en sintonía con la forma expresiva de mostrarlos: prostitución, locales nocturnos de dudosa reputación, calles angostas con personajes trajeados...
El grupo se reunía en el estudio de Kirchner, que Fritz Bleyl describió como "el de un verdadero bohemio, lleno de pinturas por todas partes, dibujos, libros y materiales de artista, mucho más como el alojamiento romántico de un artista que el hogar de un estudiante de arquitectura bien organizado." Buscando derrocar las convenciones sociales, en el local se permitía el amor casual y la desnudez frecuente. Utilizaban como modelos a conocidos y amigos en lugar de a profesionales, y elegían sesiones de posado de solo un cuarto de hora para fomentar la espontaneidad. En septiembre y octubre de 1906 celebraron su primera exposición colectiva, centrada en el desnudo femenino.
Entre 1907 y 1911 pasó el verano en los lagos de Moritzburg y en la isla de Fehmarn con otros miembros de Die Brücke, presentando el desnudo femenino en escenarios naturales. En 1911 fue a Berlín con Max Pechstein para fundar una escuela de arte privada, donde promulgar "la enseñanza moderna de la pintura". No fue un éxito y cerró un año después.
Kirchner siguió viviendo en Dresde hasta 1911. Después se marchó a Berlín, donde supo reflejar la agitación y el movimiento de una gran ciudad moderna. Se interesó por el mundo de la prostitución callejera; un ejemplo destacado Prostituta en rojo se halla en el Museo Thyssen-Bornemisza de Madrid junto con otras siete obras del artista. En la capital, inició en 1912 una relación con Erna Schilling, que duró el resto de su vida. 
En 1913, el grupo se disolvió y cada miembro tomó su propio rumbo. Kirchner organizó su primera exposición individual en el Museo Folkwang de Essen.

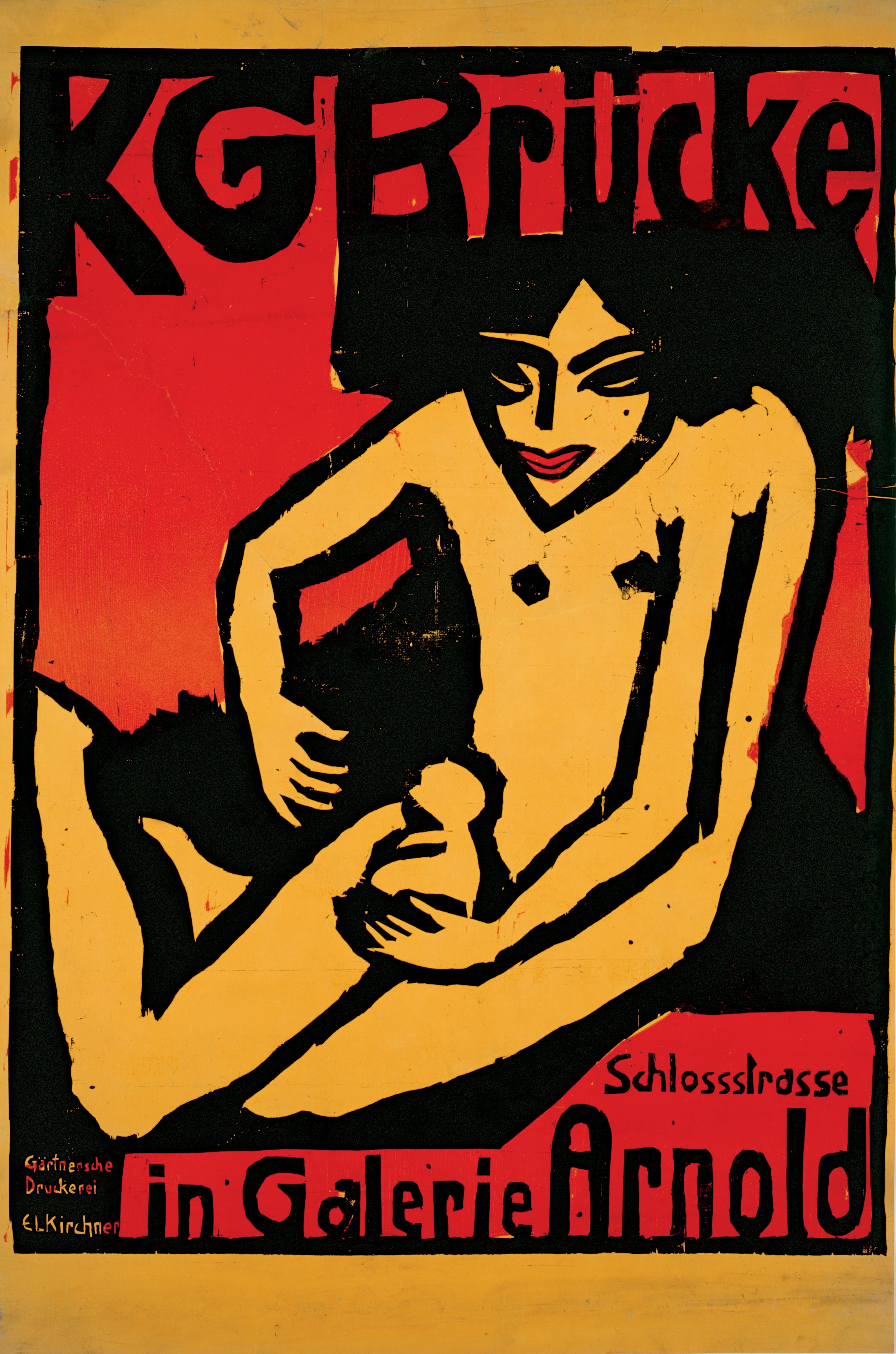
Cartel de Kirchner para una exposición de obras del grupo Die Brücke en la Galería Arnold de Dresde, en 1910.

En 1914 con el estallido de la Primera Guerra Mundial, fue movilizado como voluntario, pero sufre una grave crisis nerviosa. Instruido como conductor, fue dado de baja al sufrir un colapso mental, aunque no llegó a ver acción. Al retornar de la guerra, en 1915, su situación mental no mejoró y su salud se resintió más tras sufrir un atropello. Tuvo que optar por la tranquilidad de Davos (Suiza), donde siguió pintando, en su mayor parte, paisajes más tranquilos, y menos estimados por la crítica actual. Invitado en 1917 por Helene Spengler, su primera visita solo duró 10 días, pues coincidió con un clima excepcionalmente frío y decidió regresar a Berlín. Poco después, vuelve a Davos para recibir tratamiento. Helene Spengler escribió en una carta a Eberhard Grisebach: "Lo que antes me parecía incomprensible e inacabado ahora creaba la misma impresión delicada y sensible que su personalidad. En todas partes una búsqueda de estilo, de comprensión psicológica de sus figuras. El más conmovedor fue un autorretrato en uniforme con la mano derecha cortada. Luego me mostró su permiso de viaje a Suiza. Quería volver a Davos... y me imploró que le pidiera a mi padre un certificado médico... Como bien dijo la mujer que lo acompañaba, aunque mucha gente quiere ayudarlo, ya nadie puede hacerlo... Cuando me iba, pensé en el destino de van Gogh y pensé que también sería el suyo, tarde o temprano. Solo después la gente entenderá y verá cuánto ha aportado a la pintura." En 1918 Kirchner obtiene el permiso de residencia y decora sus habitaciones alquiladas con muebles tallados por él. Escribió a Henry van de Velde: "Vivo en una hermosa casa antigua de los Grisones con una cocina que parece el estudio de Rembrandt".
Continuó trabajando en 1919 y 1920 y su salud mejoró. Varias exposiciones en Alemania y Suiza aumentaron su reputación. Trabó amistad con los campesinos de la zona, que estaban sorprendidos con su gramófono. Escribió en su diario: "La gente que vive aquí es muy orgullosa. El trabajo duro, que se hace con mucho amor, la forma en que tratan a los animales (muy pocas veces se ve un animal maltratado) les da derecho a estar orgullosos. En la mayoría de los casos, el trabajo aquí ha alcanzado el estándar ideal de ser hecho con amor. Se nota en el movimiento de sus manos. Y eso, a su vez, ennoblece la expresión facial e impregna de una gran delicadeza todos los contactos personales. Este es un país donde la democracia se ha hecho realidad. Aquí la palabra de un hombre todavía cuenta, y no hay que tener miedo a dormir con las puertas abiertas. Estoy muy feliz de que me permitan estar aquí, y a través del trabajo duro me gustaría agradecer a la gente por la amabilidad que me han mostrado." En 1921 empezó a crear diseños para alfombras que eran tejidas por Lise Gujer.
En 1923 se mudó a la casa de Wildboden y escribió en su diario: "Nuestra nueva casita es una verdadera alegría para nosotros. Viviremos aquí cómodamente y en un gran orden nuevo. Esto será realmente un punto de inflexión en mi vida." A partir de 1925 su arte se vuelve más esquemático. En 1930 empezó a sufrir por su tabaquismo y su pareja Erna Schilling tuvo que ser operada en Berlín en 1931 por un quiste, en este año Kirchner fue nombrado miembro de la Academia Prusiana de las Artes. Tras la toma del poder por los nazis en 1933, se le hizo imposible vender sus obras. En 1937 tuvo que renunciar a su puesto en la Academia Prusiana. Cada vez más inquieto por la situación, escribió: "Aquí hemos estado escuchando terribles rumores sobre la tortura de los judíos, pero seguramente todo es falso. Estoy un poco cansado y triste por la situación allá. Hay una guerra en el aire. En los museos, los logros culturales ganados con tanto esfuerzo de los últimos veinte años están siendo destruidos y, sin embargo, la razón por la que fundamos Brücke fue para fomentar el arte verdaderamente alemán, hecho en Alemania. Y ahora se supone que no es alemán. Querido Dios. Me molesta."
En 1937, en plena ascensión del nazismo, su obra se calificó de arte degenerado y se destruyeron muchos de sus trabajos. Su precaria situación emocional empeoró a raíz de ello. Organizó una gran exposición en Basilea, que recibió críticas mixtas. Tras la anexión de Austria por Alemania, le inquietaba la idea de que Alemania pudiera invadir Suiza. El 15 de junio de 1938 se suicidó frente a su casa en Frauenkirch, cerca de Davos, de dos tiros en el corazón. Fue enterrado tres días más tarde en el cementerio de Waldfriedhof. Erna siguió viviendo en la casa hasta su muerte en 1945.

## Obras
Se interesó mucho por el grabado sobre madera. Kirchner cultiva formas angulosas que pueden estar inspiradas en la descomposición cubista o en el diseño normal de los grabados xilográficos.
- Cartel para una exposición de Die Brücke (1910)
- Danza negra (h. 1911)
- Cinco mujeres en la calle, 1913
- La torre roja en Halle (1915)
- La calle (1908-19, posiblemente de 1913).
- Cocina alpina (1918)
- Neben der Heerstrasse, serie de ilustraciones para el libro del mismo nombre de Jakob Bosshart. Se publicó en 1923.
- Wikimedia Commons alberga una categoría multimedia sobre Ernst Ludwig Kirchner.

### Galería

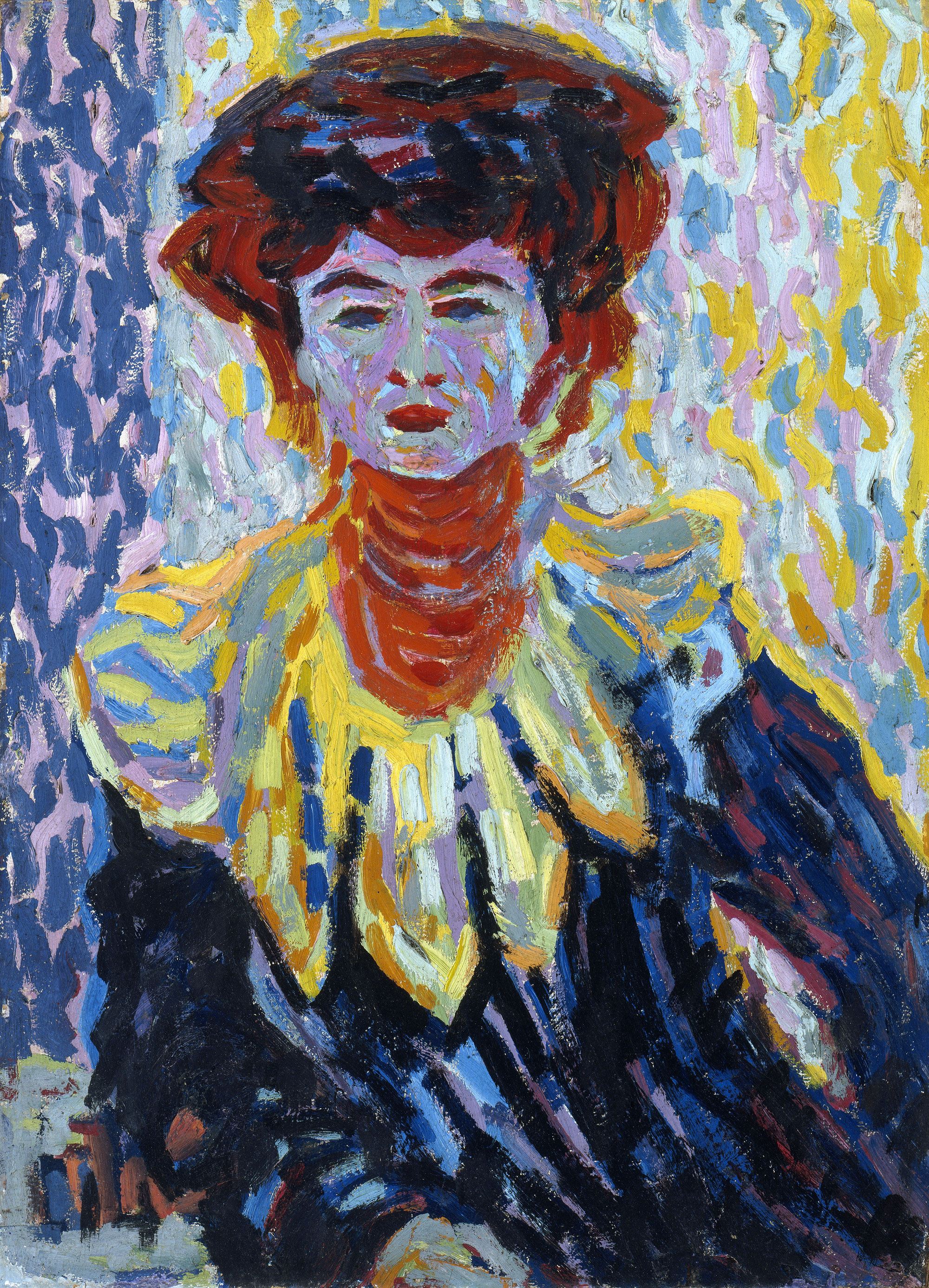
Doris con cuello alto, 1906. Museo Thyssen Bornemisza.
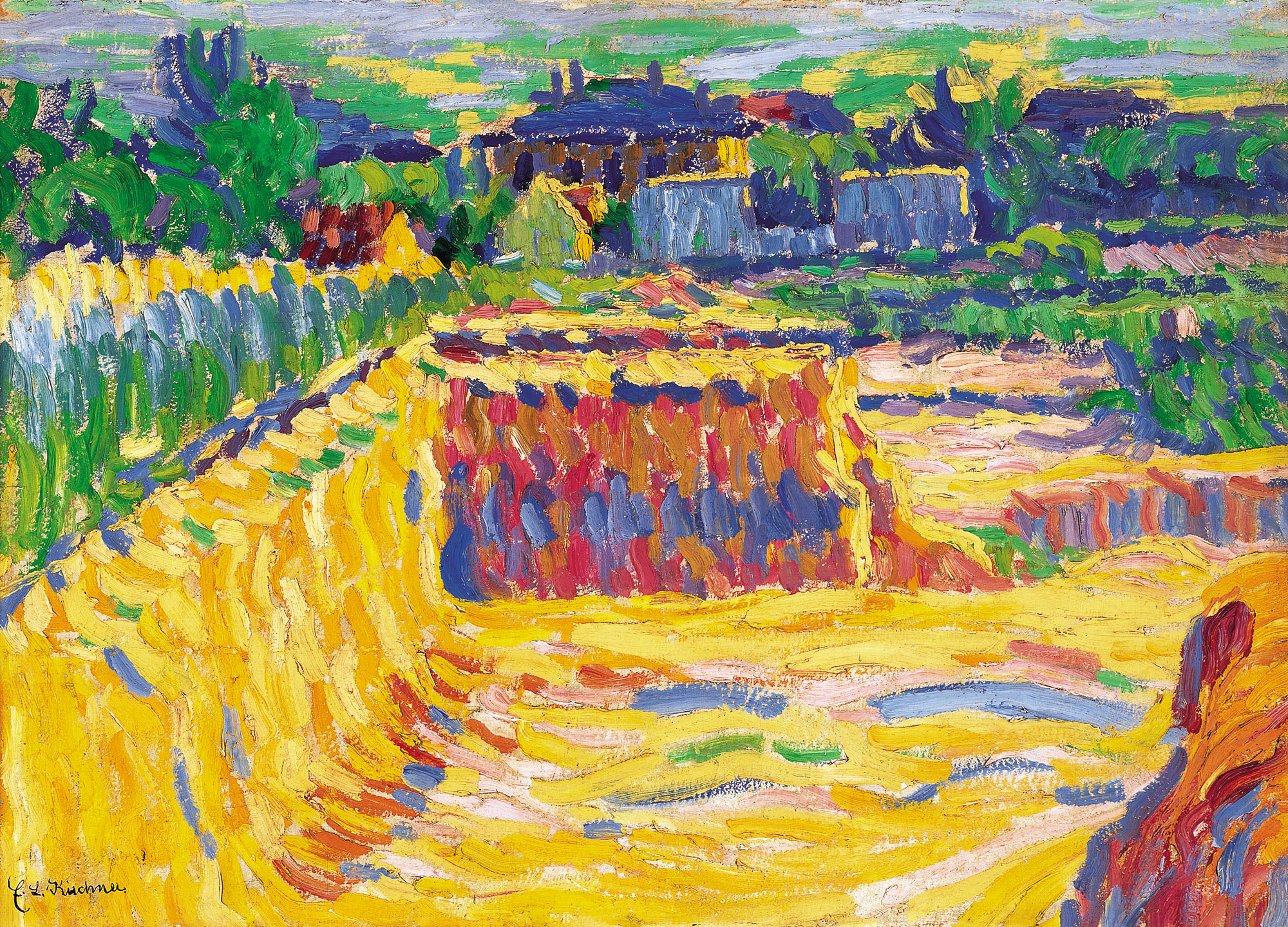
Mina de arcilla, 1906. Colección Carmen Thyssen Bornemisza.
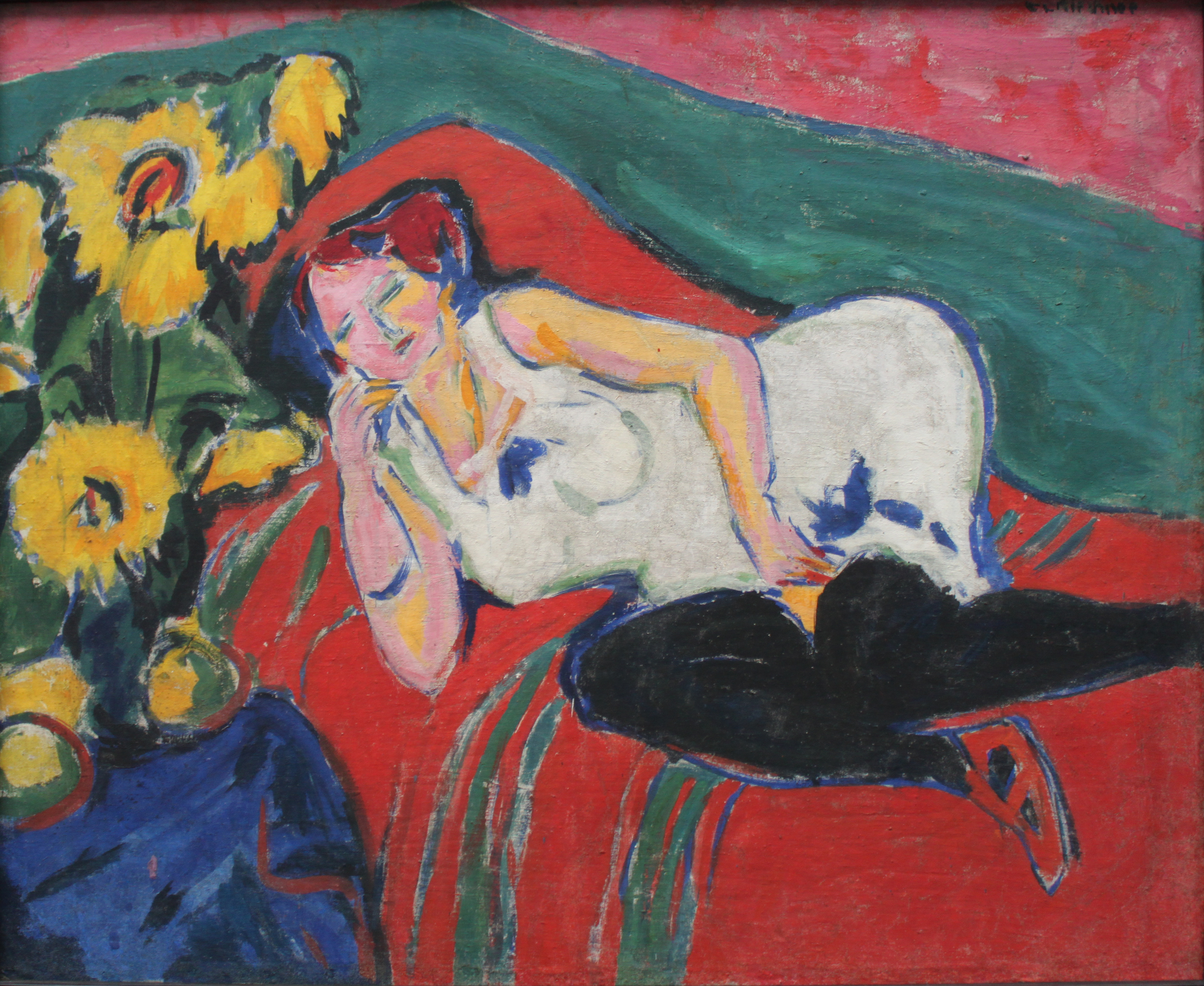
Mujer reclinada con la camisa blanca, 1909, Instituto Städel
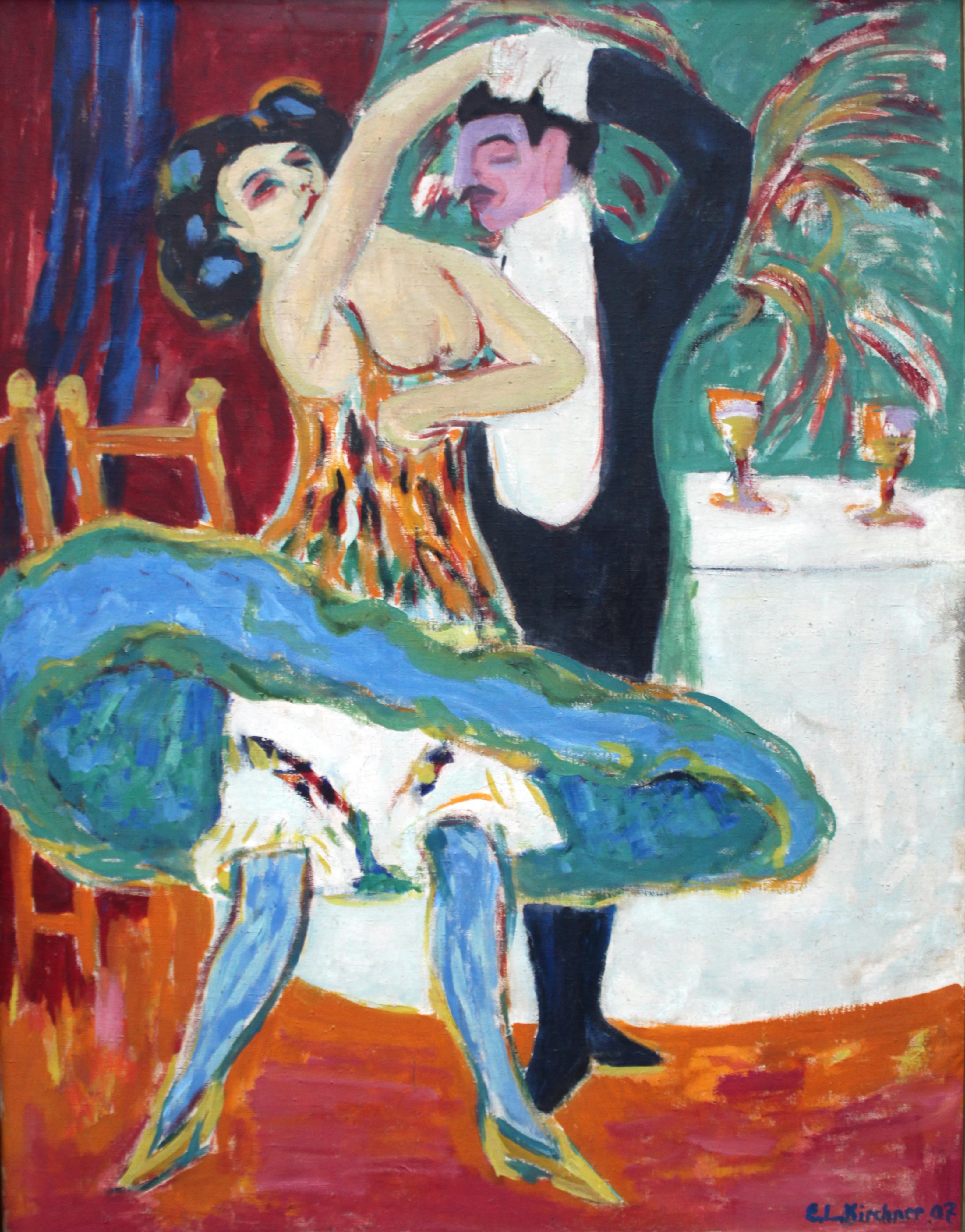
Teatro de variedades, 1909, Instituto Städel
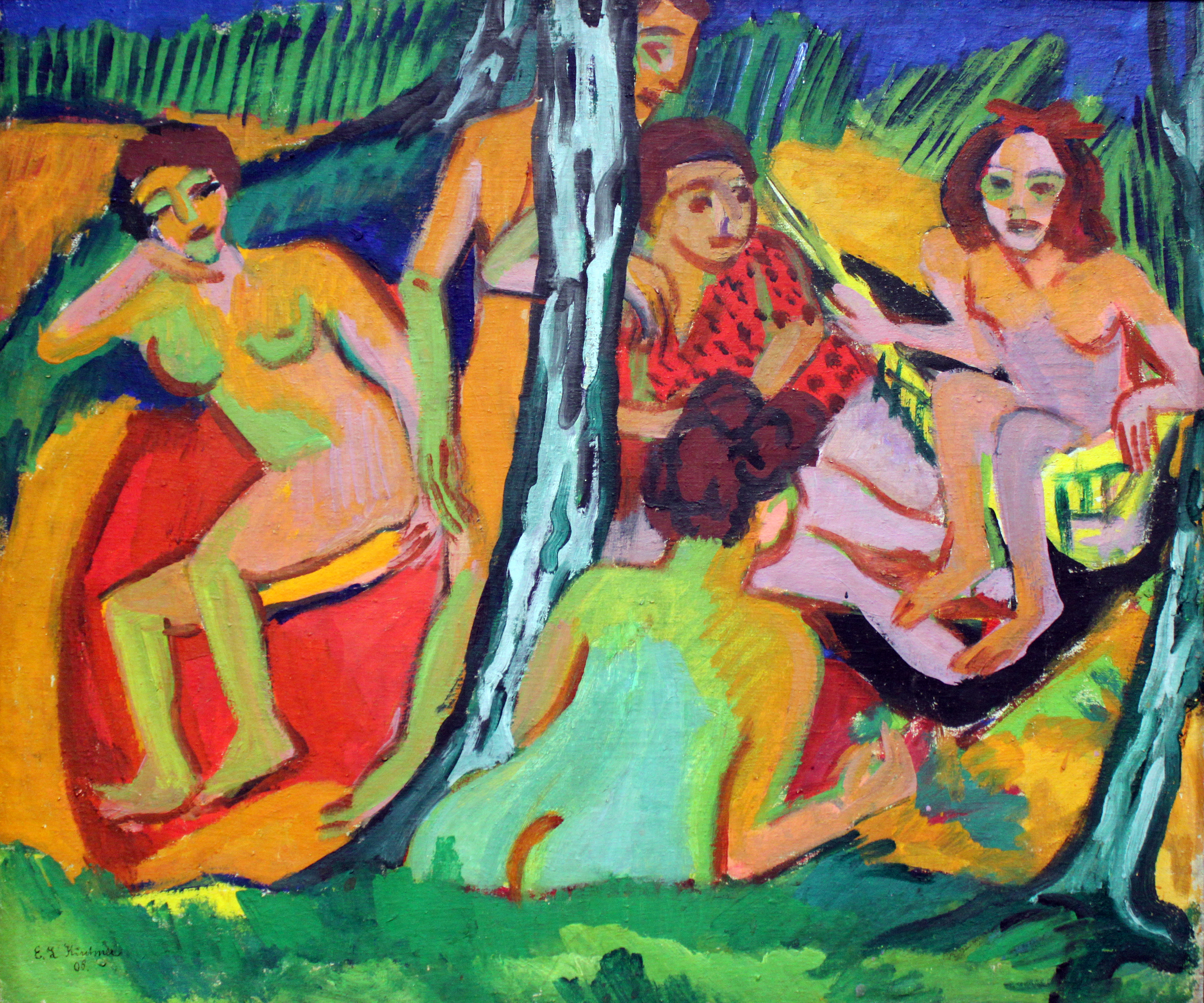
Bañistas, 1910, Instituto Städel
Fränzi ante una silla tallada, 1910. Museo Thyssen Bornemisza.
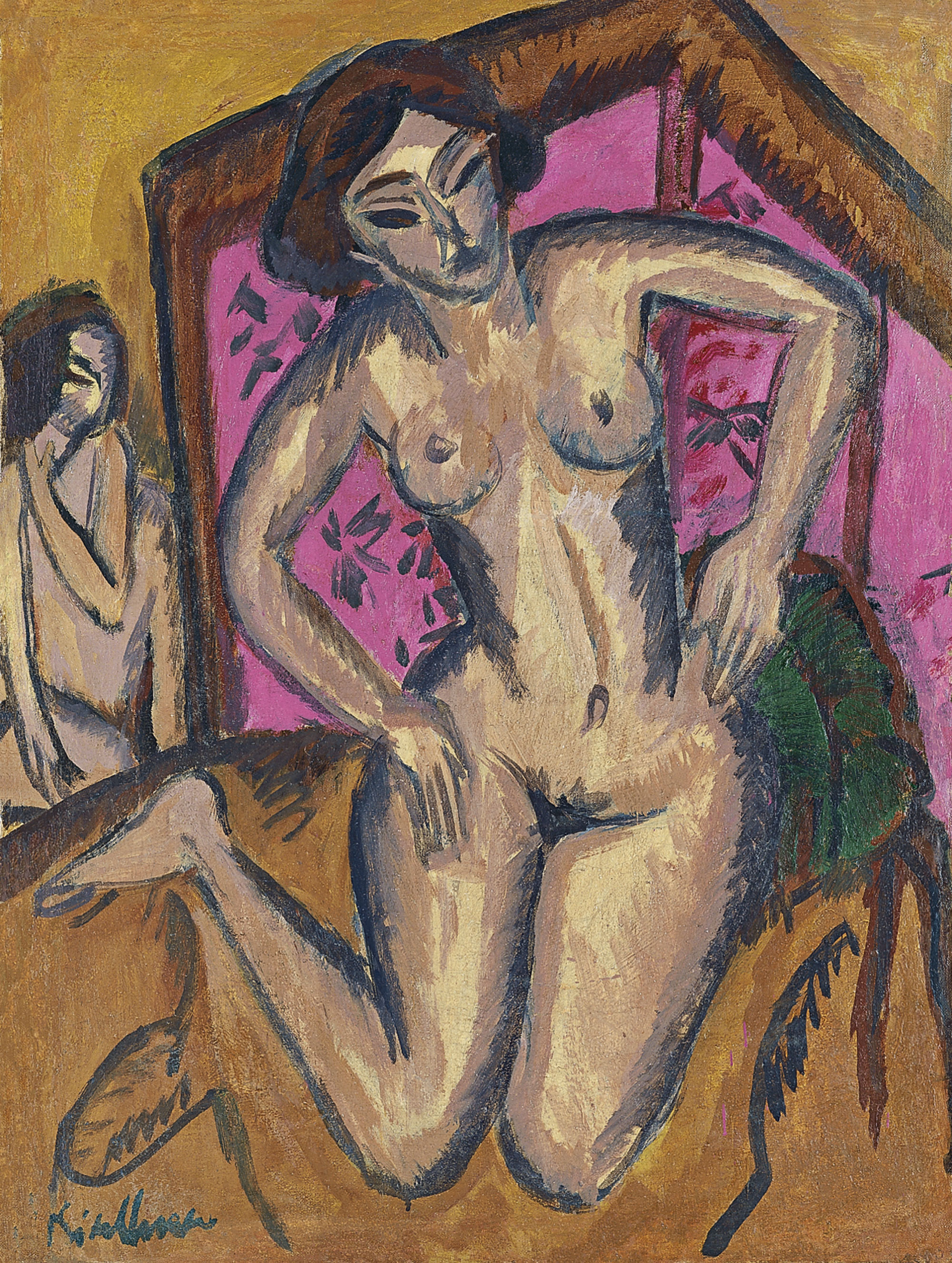
Desnudo de rodillas ante un biombo rojo, 1911. Museo Thyssen Bornemisza.
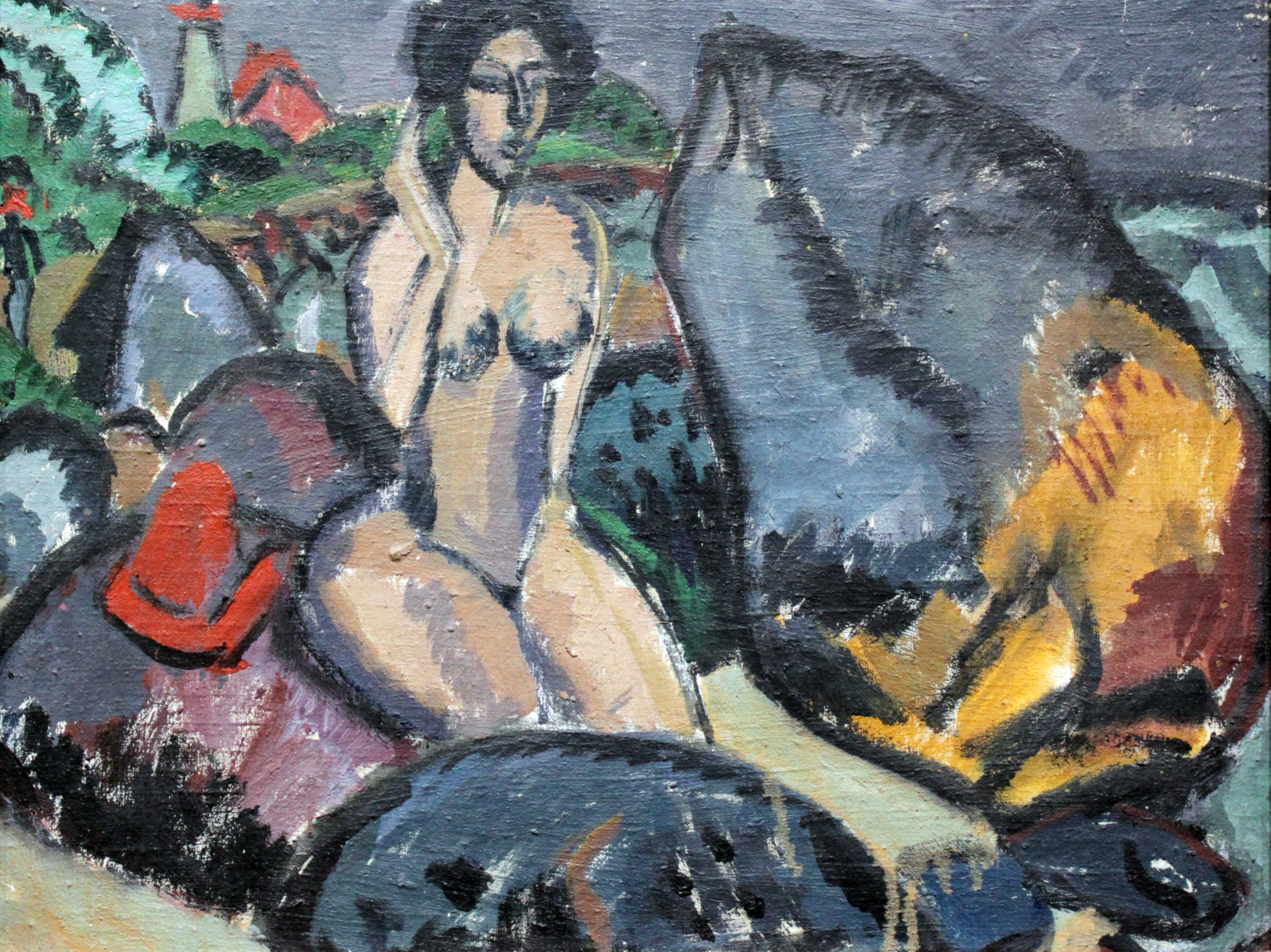
Bañista entre piedras, 1912, Instituto Städel
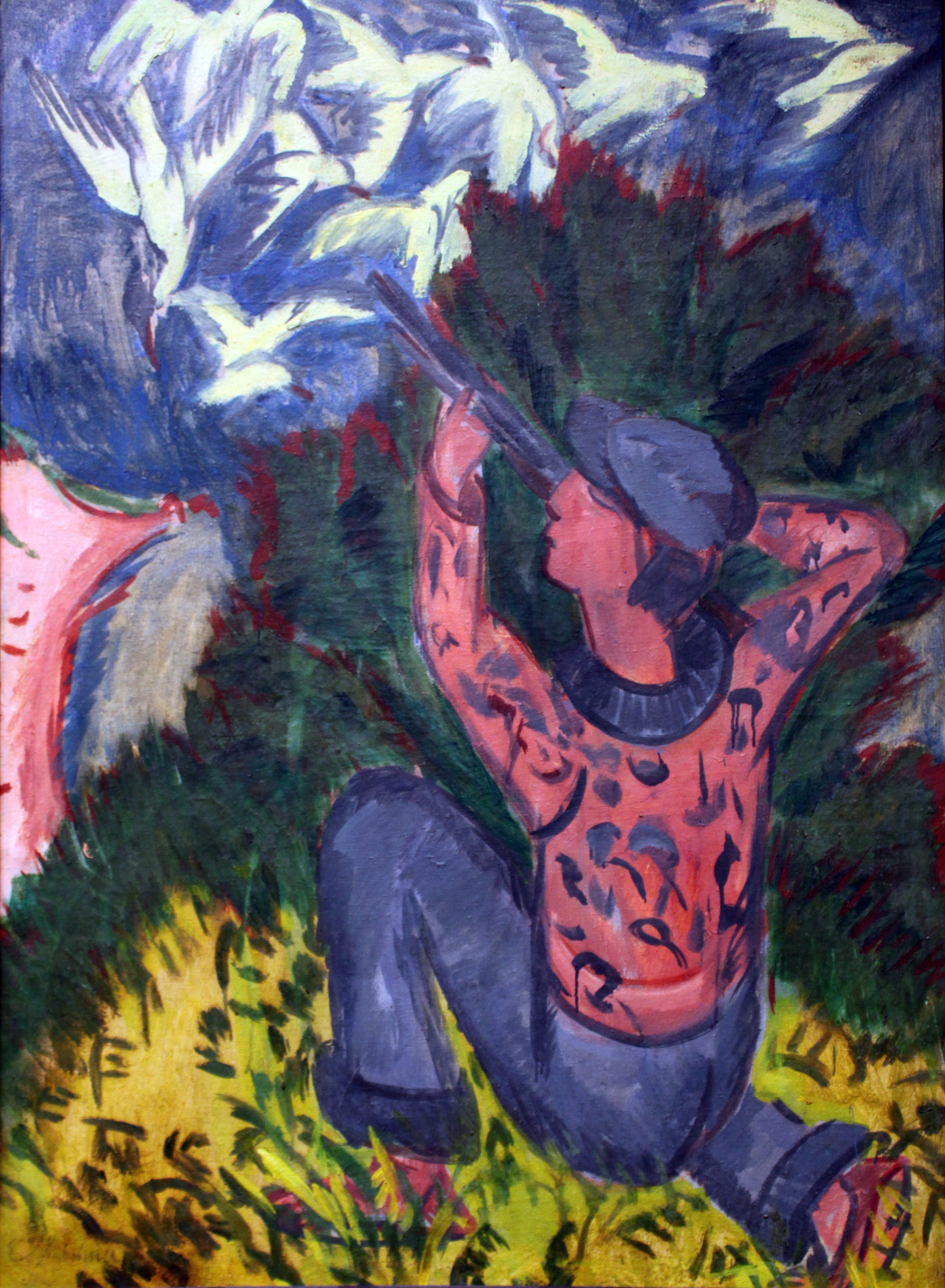
Cazador de gaviotas en el bosque, 1912, Instituto Städel
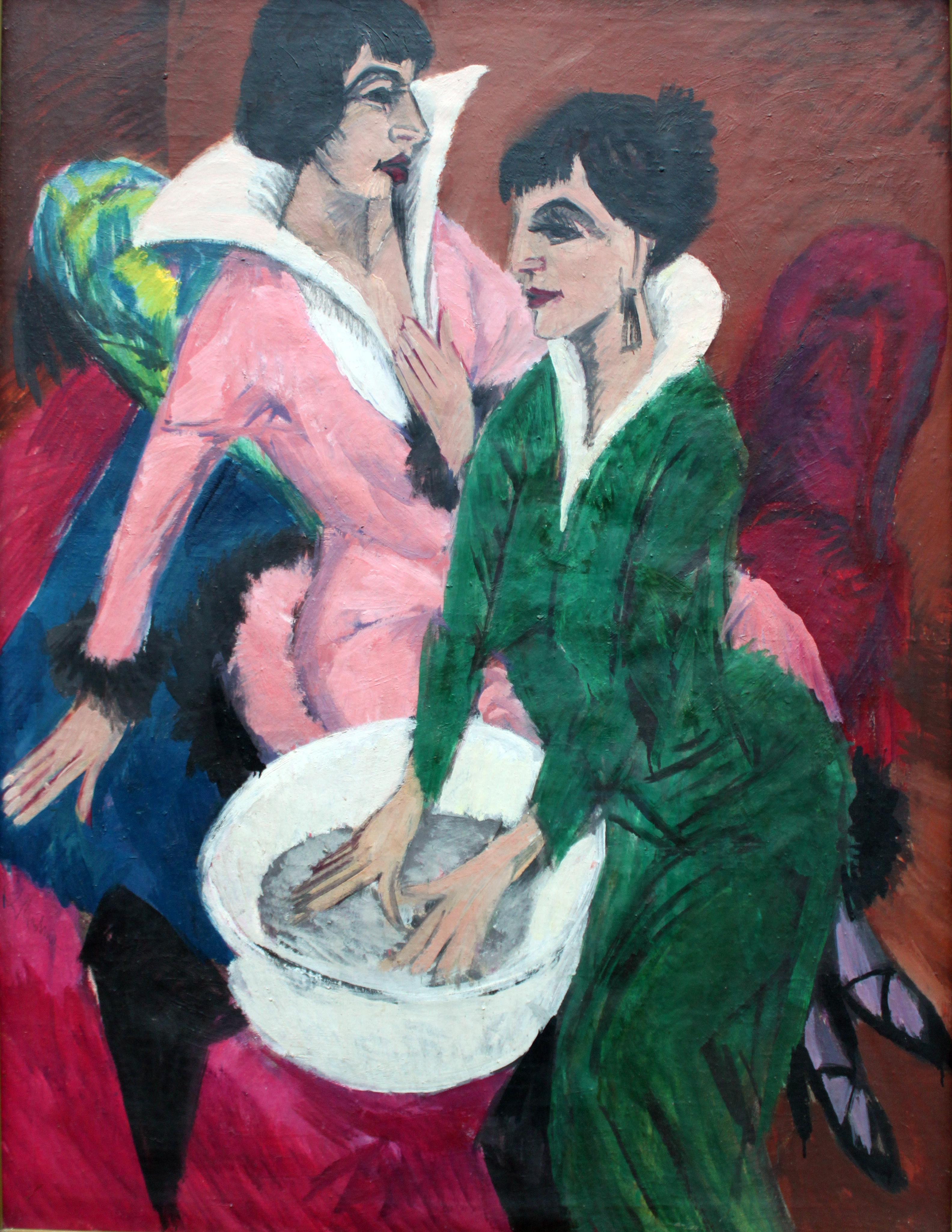
Dos mujeres con un cuenco, 1913, Instituto Städel
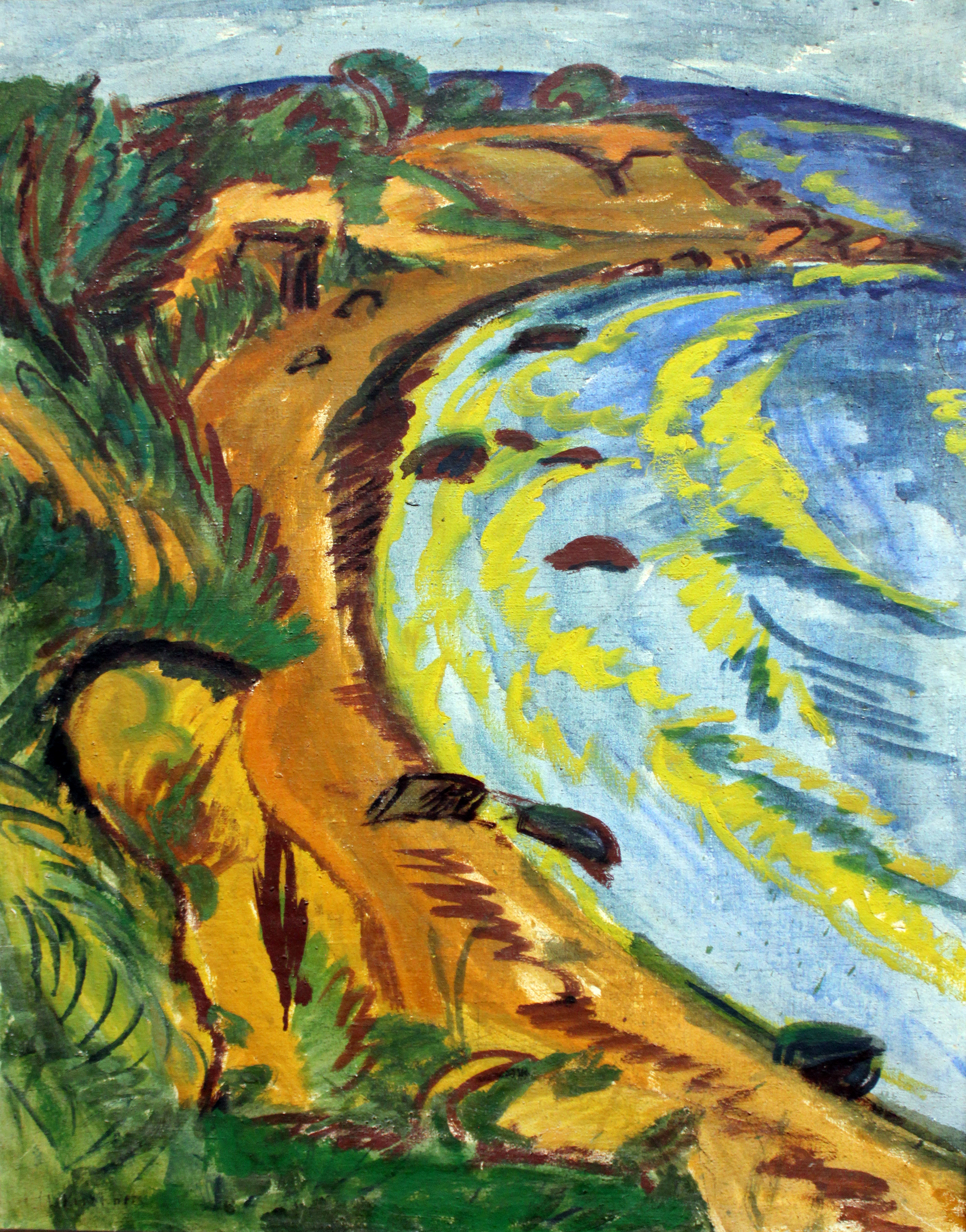
Bahía en la costa de Fehmarn, 1913, Instituto Städel
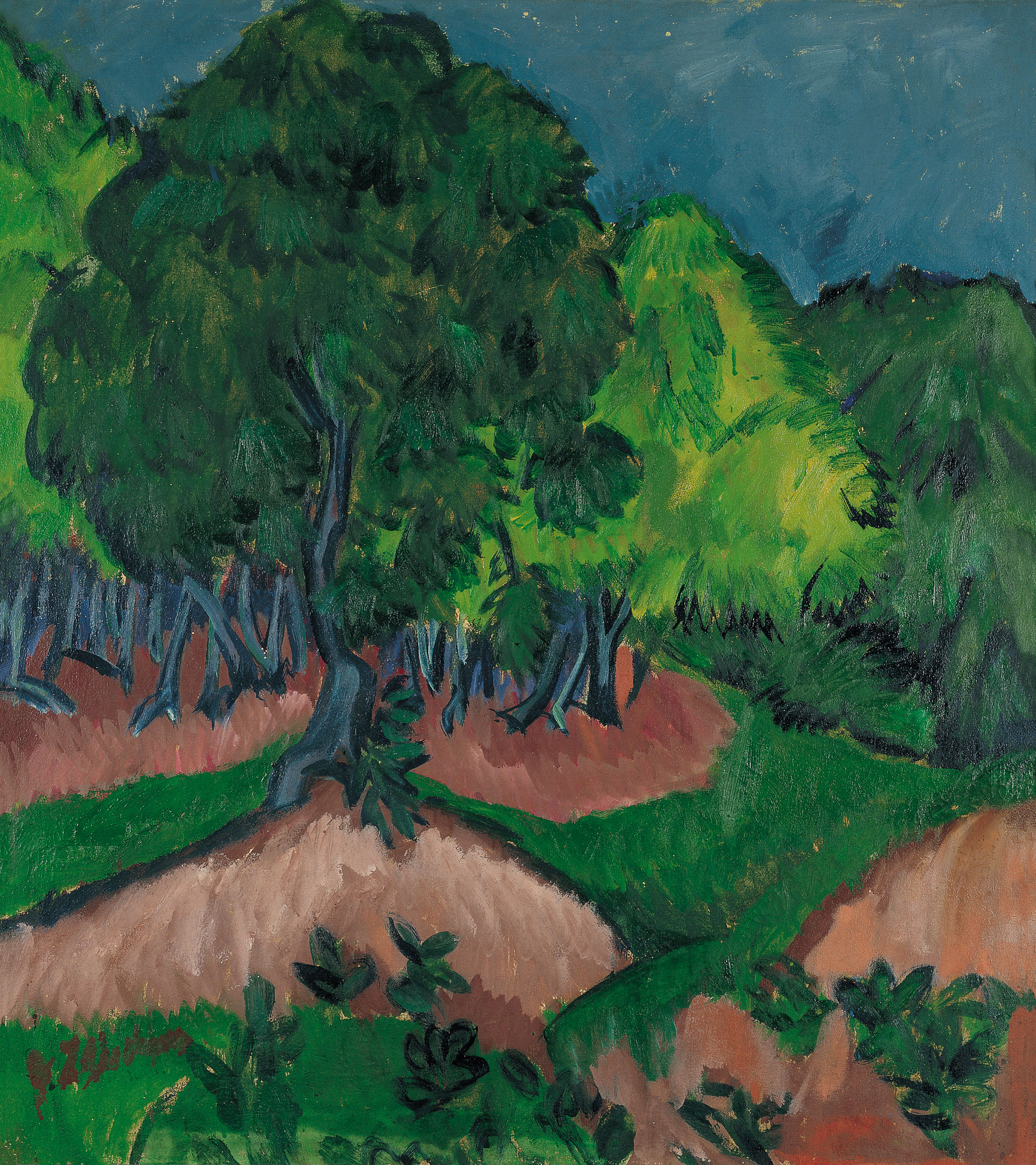
Paisaje con castaño, 1913. Colección Carmen Thyssen Bornemisza.
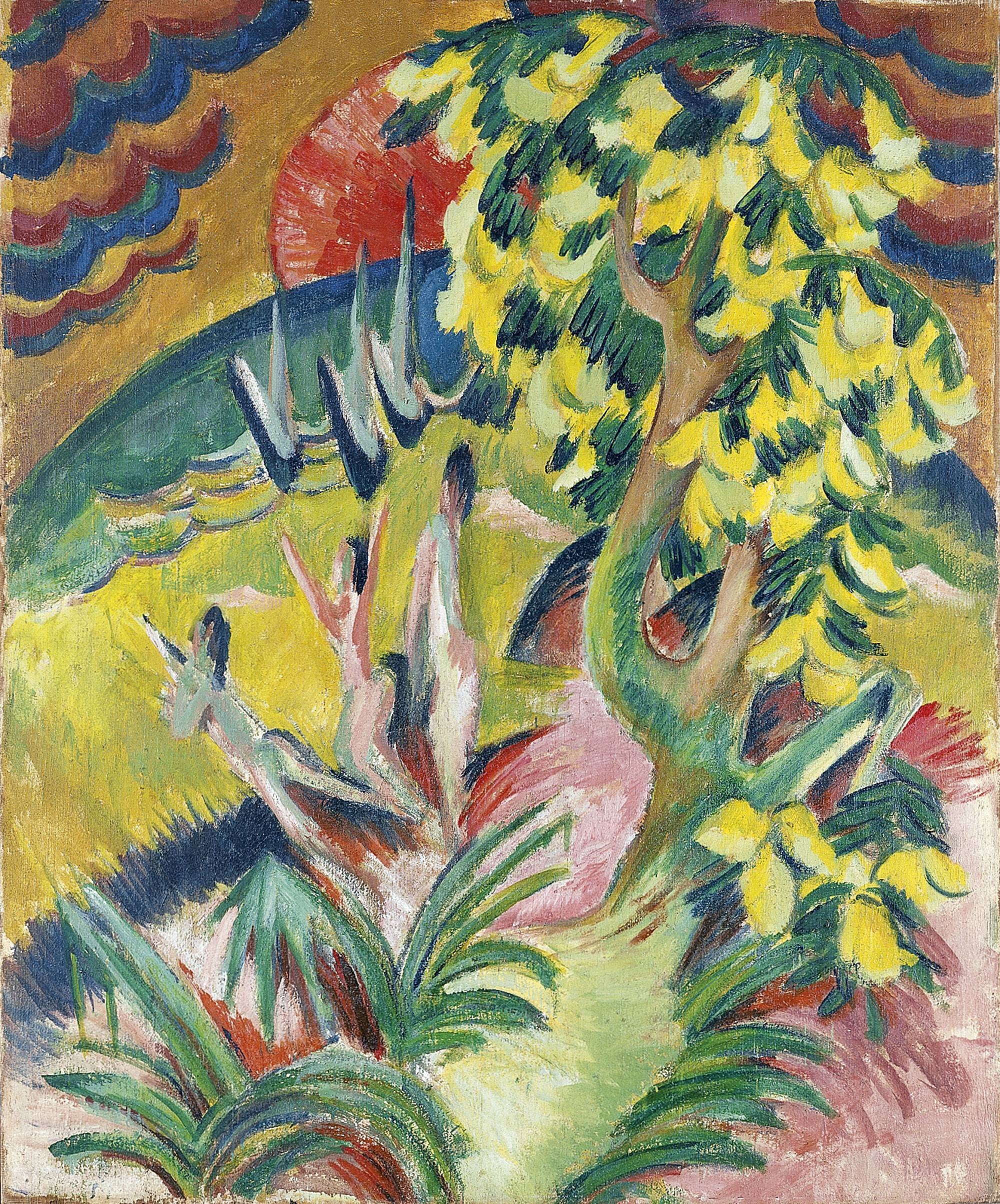
La cala, 1914. Museo Thyssen Bornemisza.
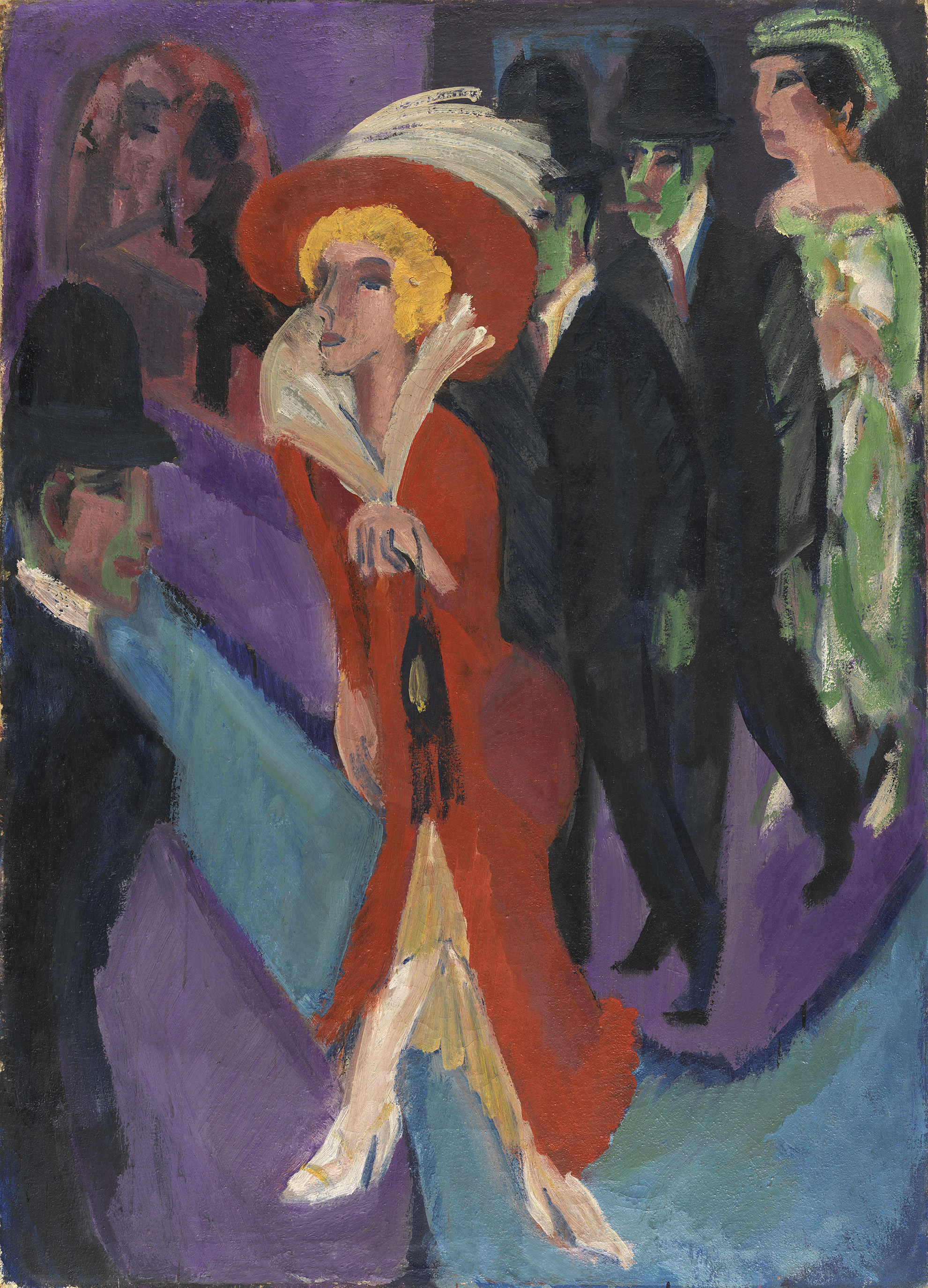
Calle con buscona de rojo, 1914-1925. Museo Thyssen Bornemisza.
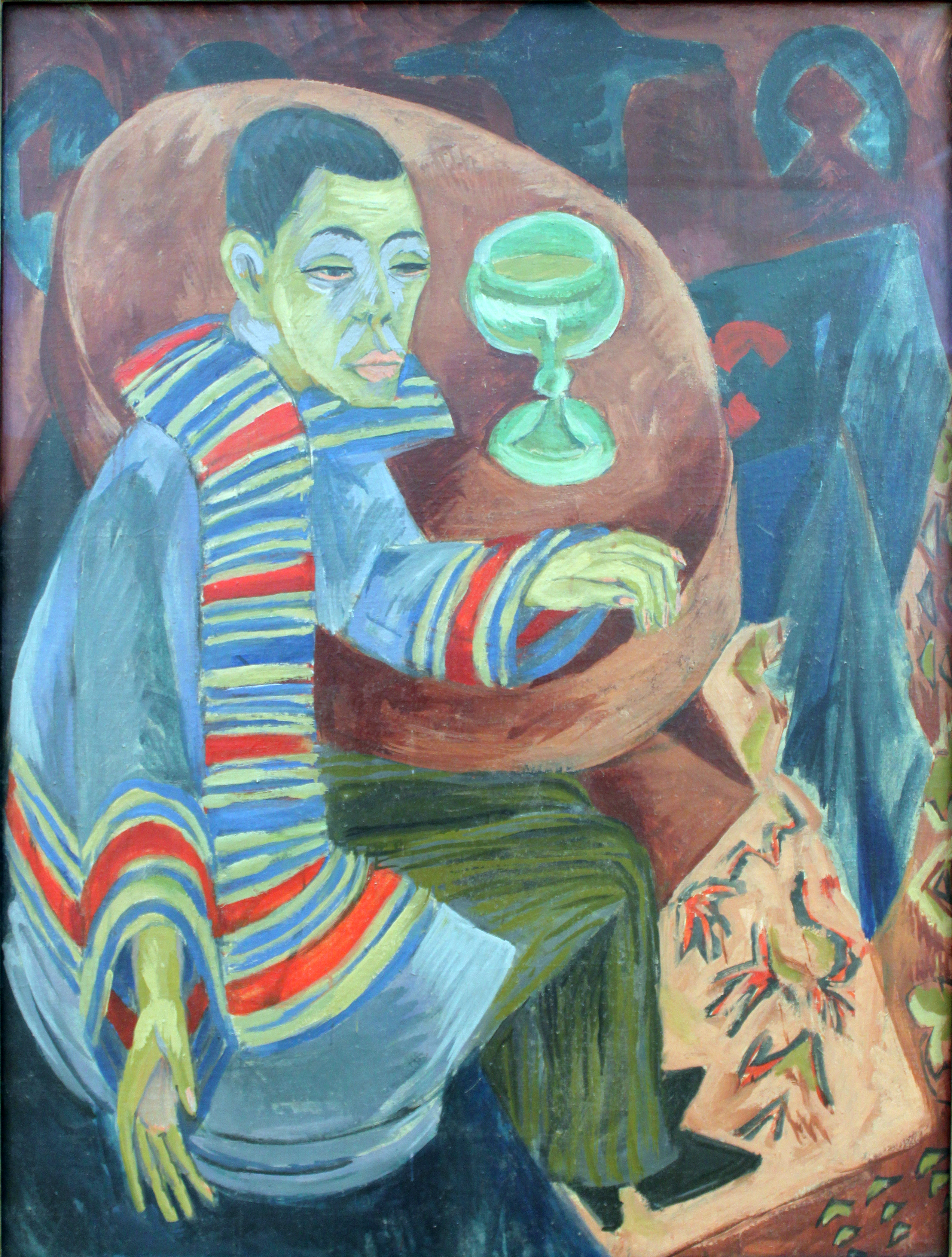
Autorretrato como un bebedor, 1914, Museo Nacional Germano
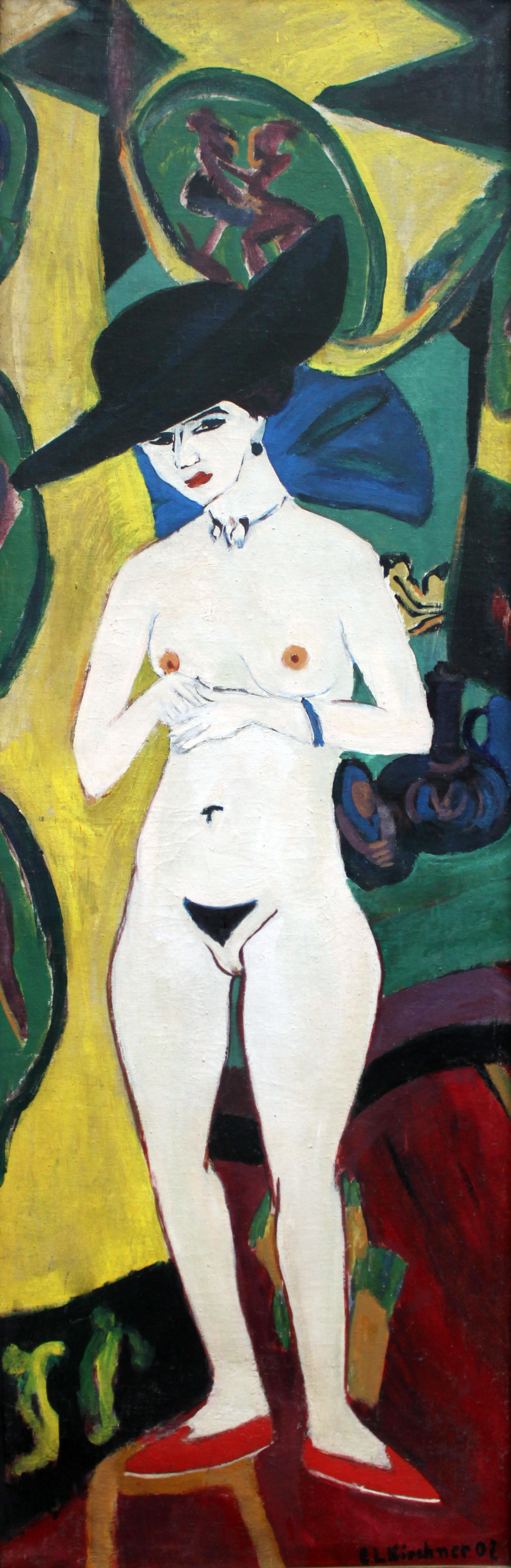
De pie desnuda con sombrero, 1915, Instituto Städel
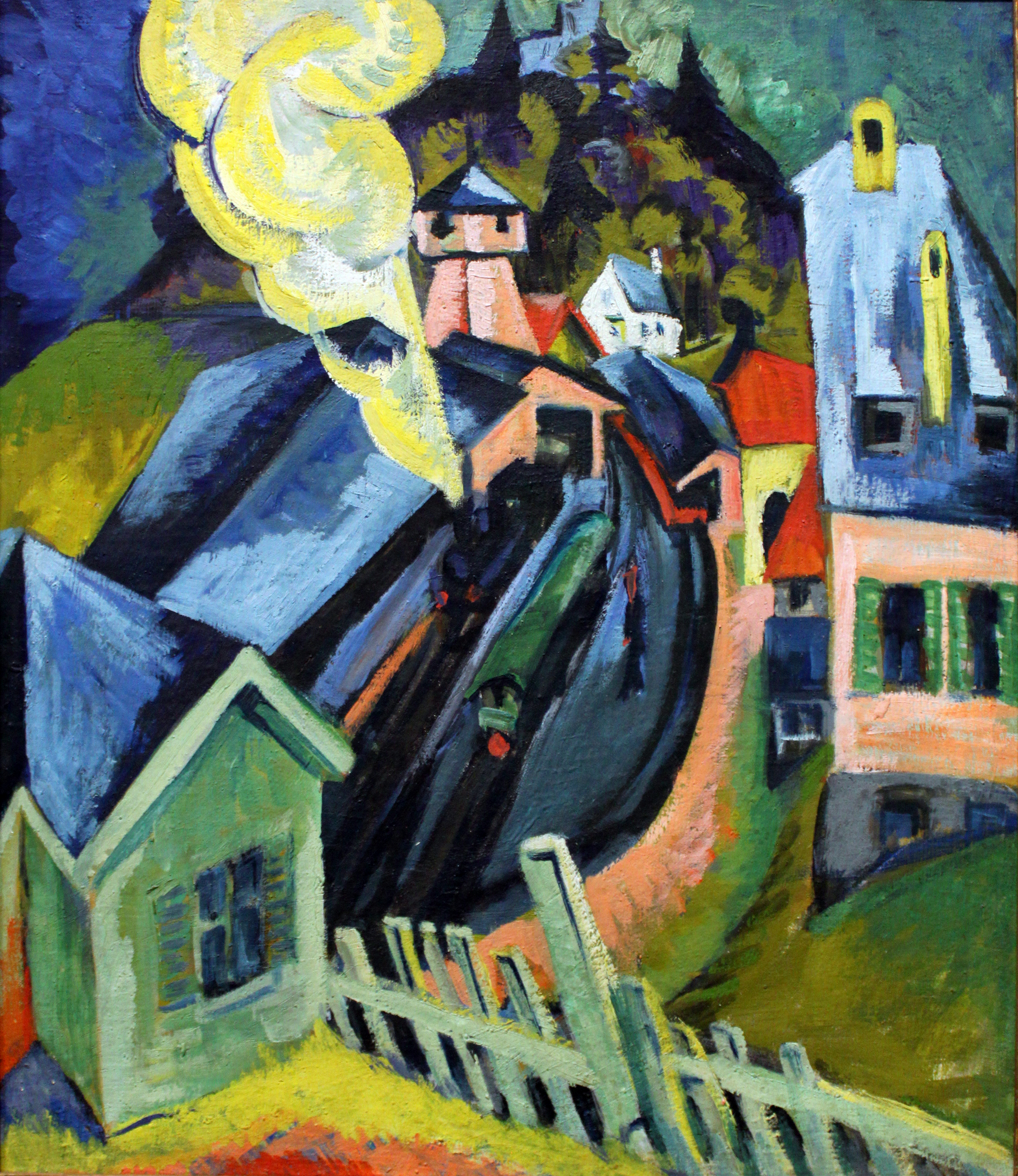
Estación de Koenigstein, 1916, Instituto Städel
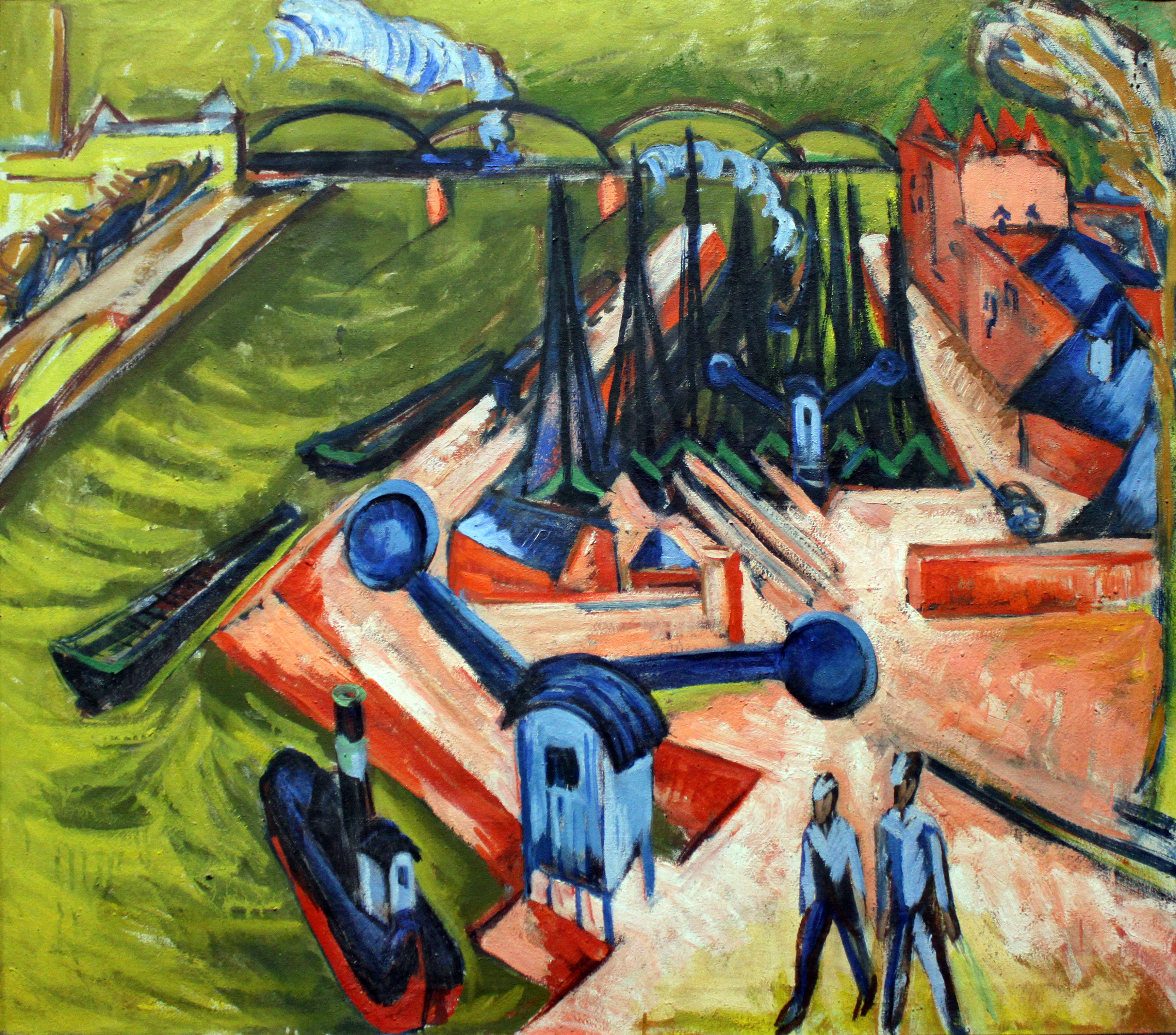
Puerto en Frankfurt, 1916, Instituto Städel
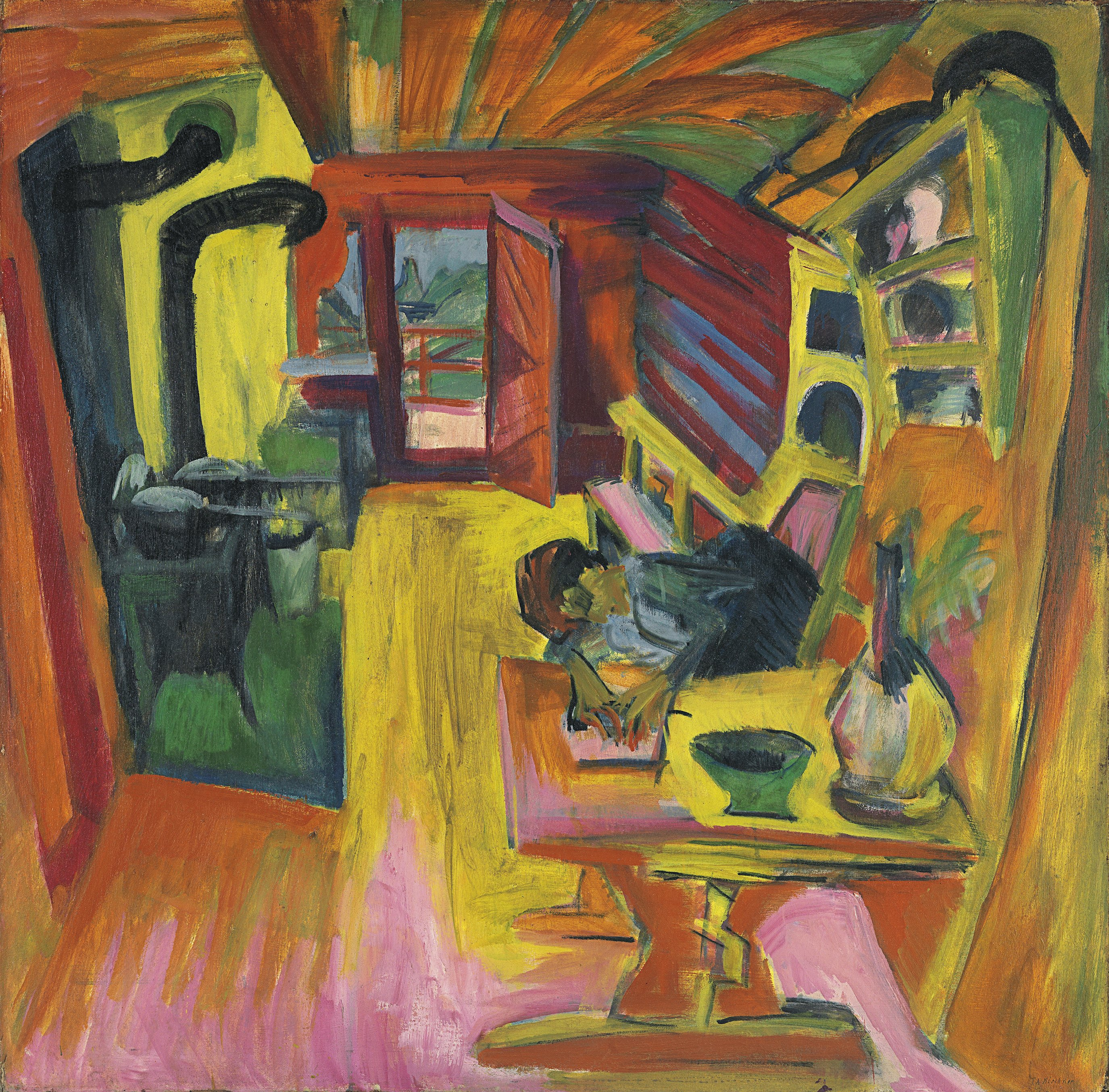
Cocina alpina, 1918. Museo Thyssen Bornemisza.
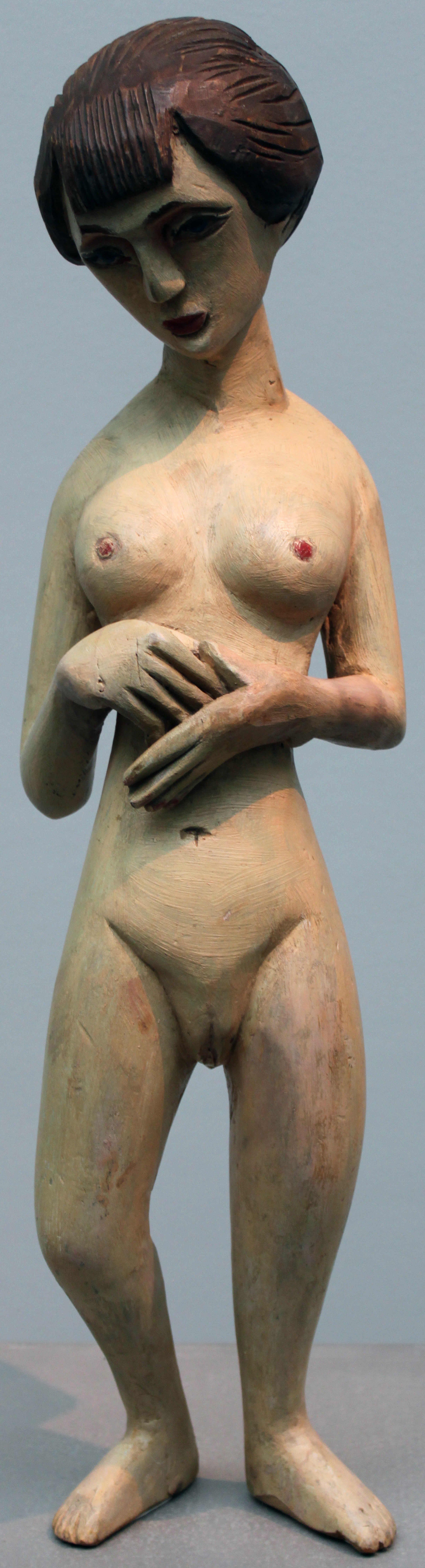
Triste chica desnuda, 1921, Instituto Städel
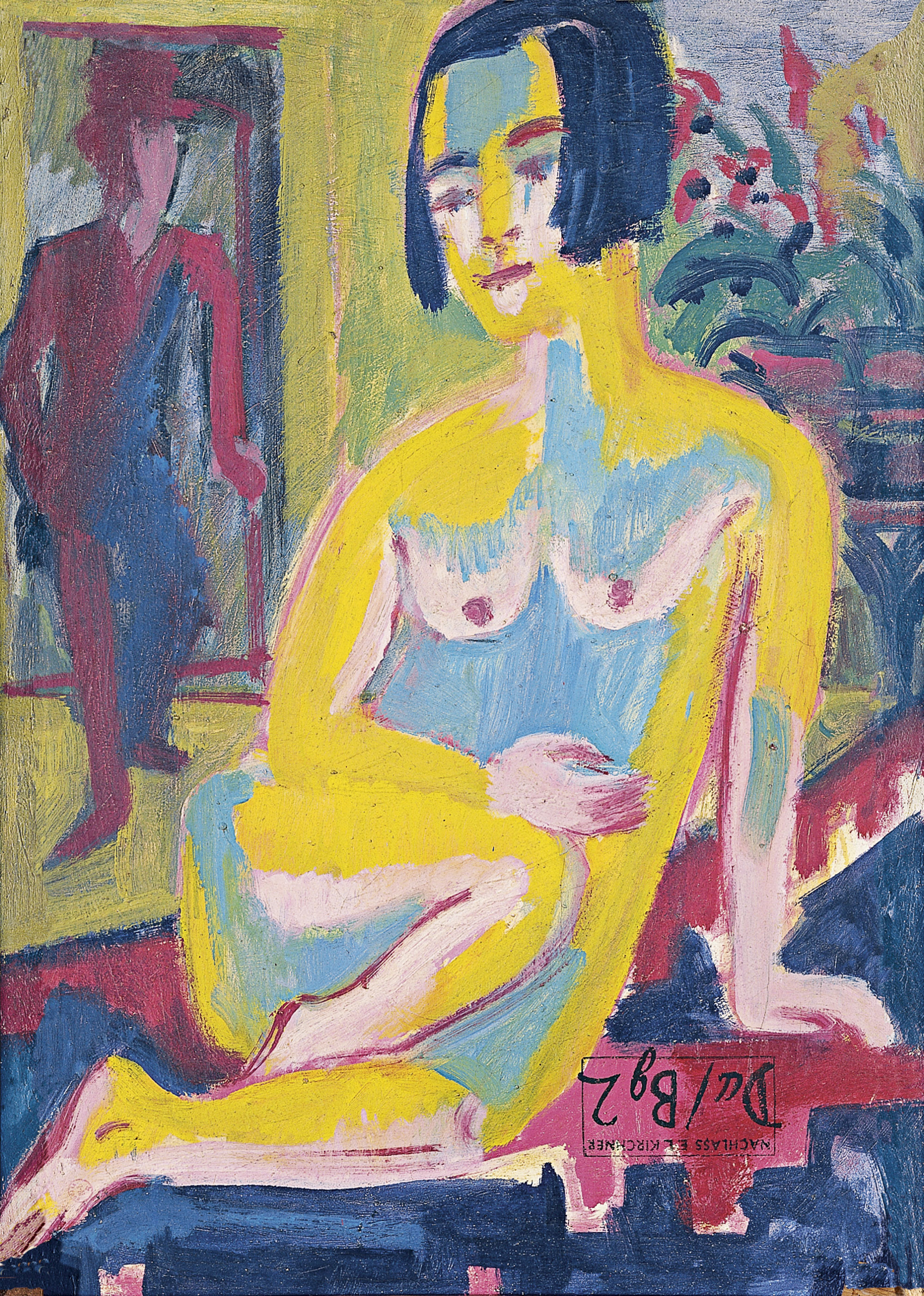
Desnudo femenino sentado. Estudio (reverso), c. 1921-1923, Museo Thyssen-Bornemisza.
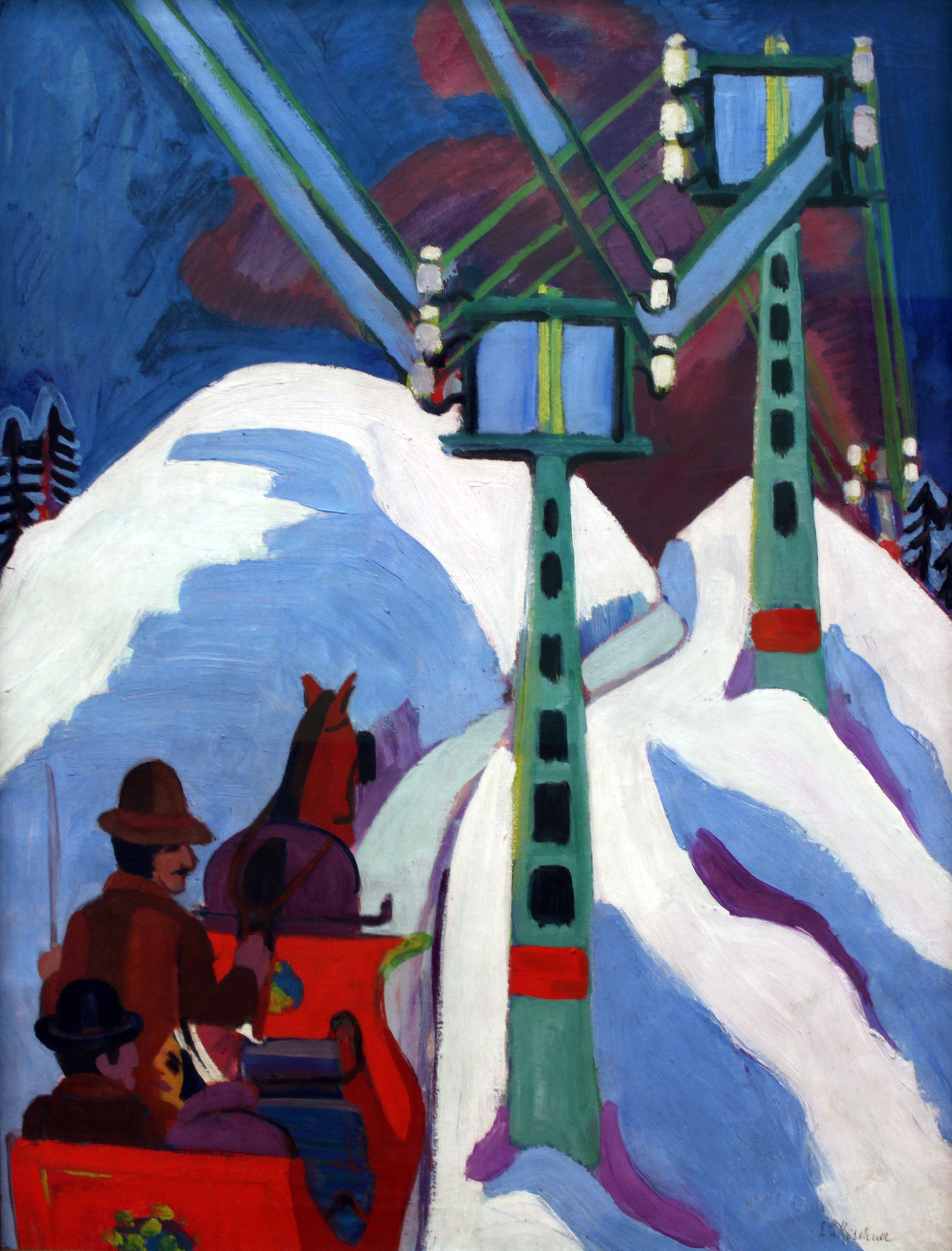
paseo en trineo, 1923, Museo Nacional Germano
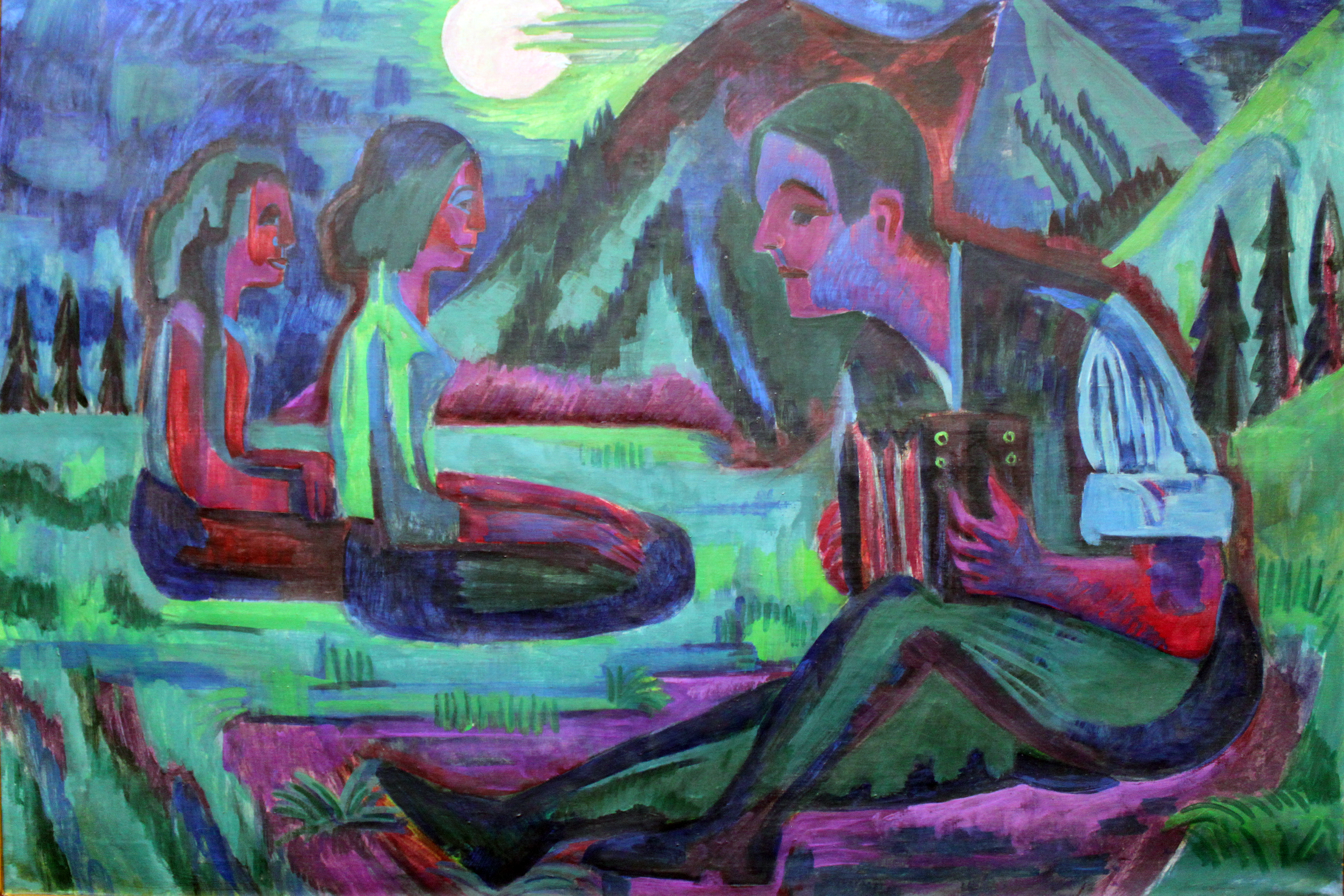
Músico en una noche de luna, 1924, Instituto Städel
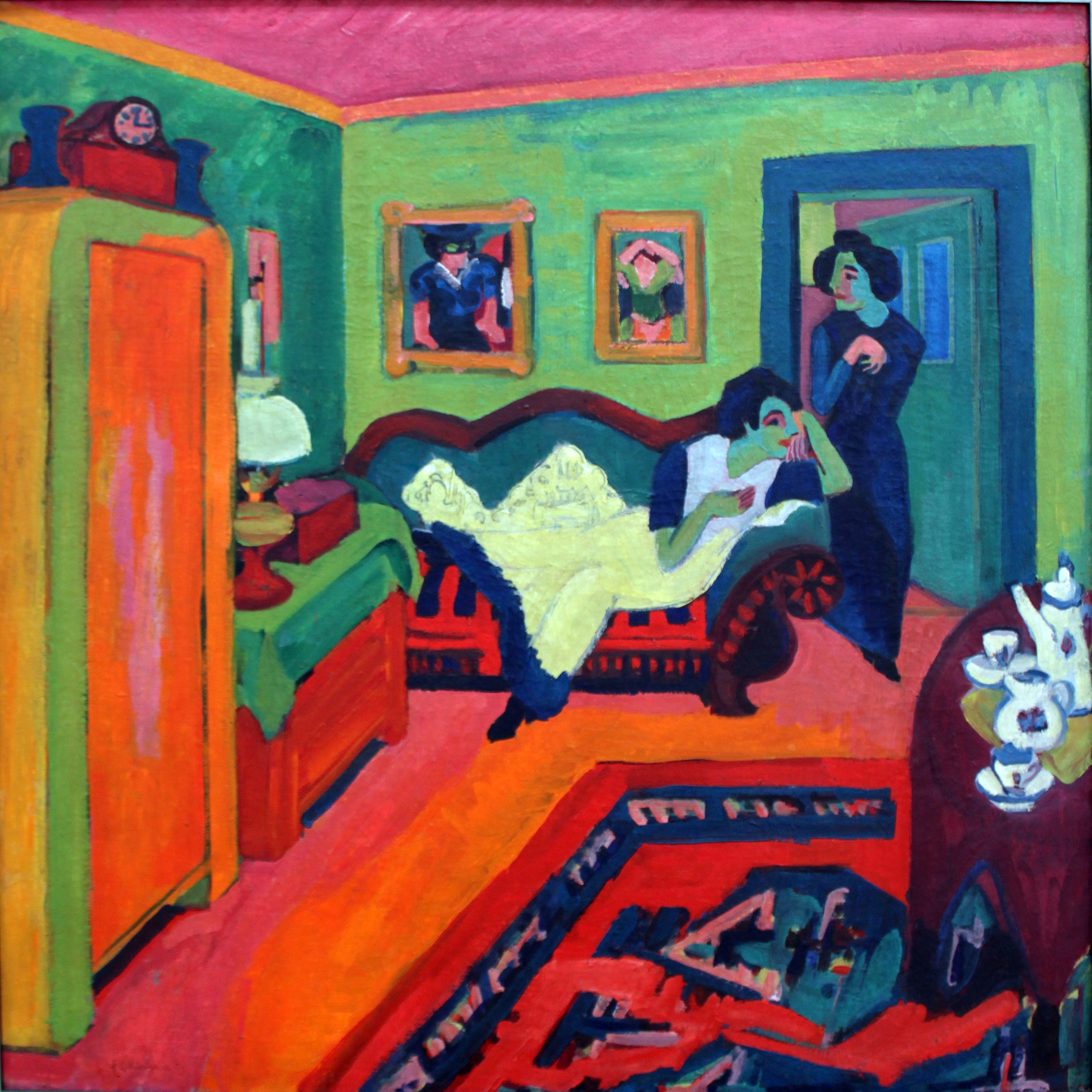
Interior con dos chicas, 1926, Museo Nacional Germano
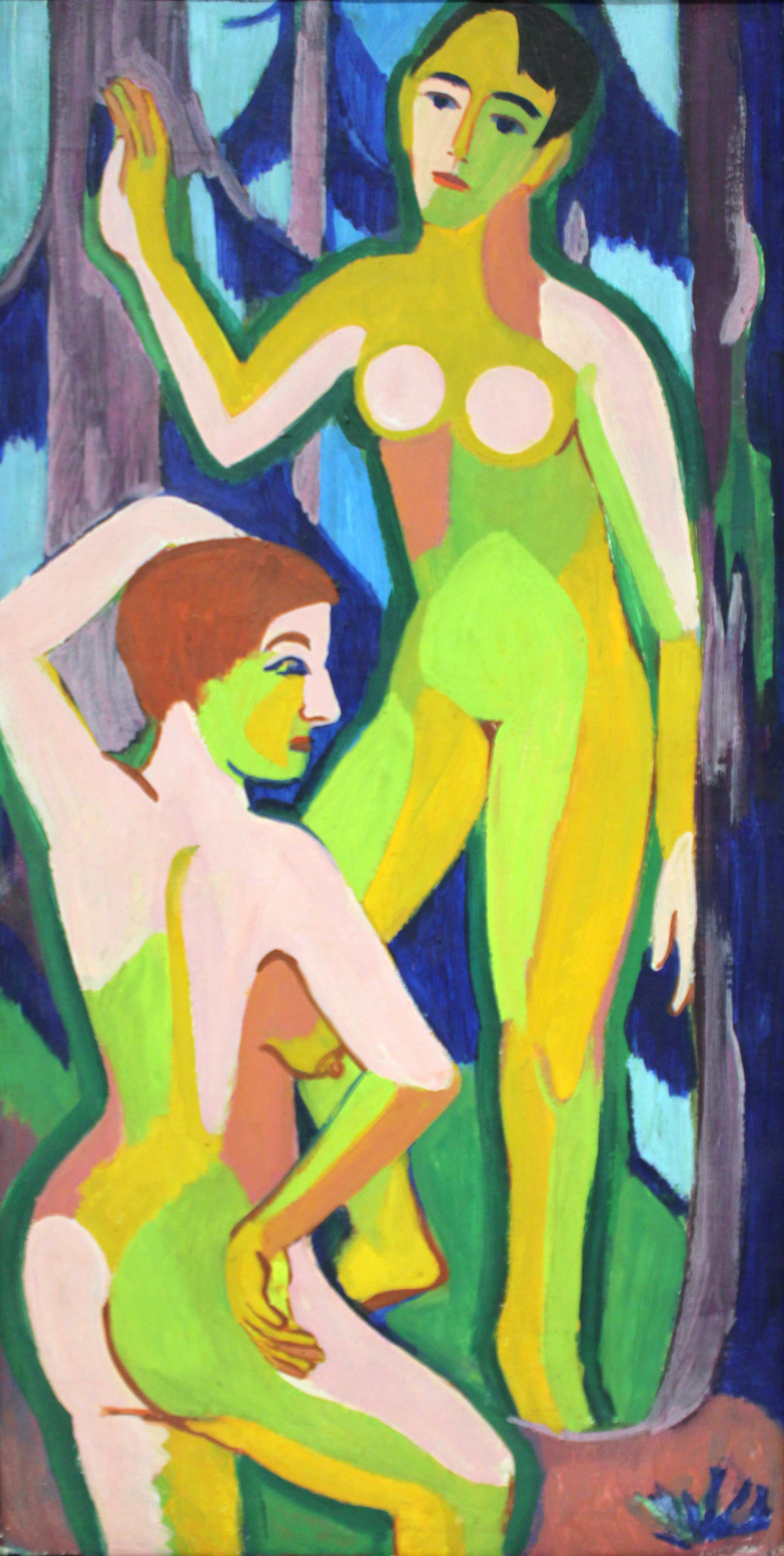
Dos desnudos en el bosque II, 1926, Instituto Städel